# Metropolia Bangi
Metropolia Bangi – metropolia Kościoła rzymskokatolickiego obejmująca obszar Republiki Środkowoafrykańskiej. Składa się z metropolitalnej archidiecezji Bangi i ośmiu diecezji. Metropolia została erygowana 14 września 1955 r. bullą Dum tantis papieża Piusa XII. Od 2012 r. godność metropolity sprawuje arcybiskup Dieudonné Nzapalainga.
W skład metropolii wchodzą:
- archidiecezja Bangi z siedzibą w Bangi
  - diecezja Alindao z siedzibą w Alindao
  - diecezja Bambari z siedzibą w Bambari
  - diecezja Bangassou z siedzibą w Bangassou
  - diecezja Berbérati z siedzibą w Berbérati
  - diecezja Bossangoa z siedzibą w Bossangoa
  - diecezja Bouar z siedzibą w Bouar
  - diecezja Kaga-Bandoro z siedzibą w Kaga-Bandoro
  - diecezja Mbaïki z siedzibą w Mbaïki